# Treffendel
Treffendel (bret. Trevendel) – miejscowość i gmina we Francji, w regionie Bretania, w departamencie Ille-et-Vilaine.
Według danych na rok 1990 gminę zamieszkiwały 623 osoby, a gęstość zaludnienia wynosiła 33 osoby/km² (wśród 1269 gmin Bretanii Treffendel plasuje się na 765. miejscu pod względem liczby ludności, natomiast pod względem powierzchni na miejscu 532.).